# Marguerittes
Marguerittes é uma comuna francesa na região administrativa de Occitânia, no departamento de Gard. Estende-se por uma área de 25,29 km². Em 2010 a comuna tinha 8 797 habitantes (densidade: 347,8 hab./km²).